# Stolpen (hrad)
Stolpen (německy Burg Stolpen) je hrad částečně přestavěný na zámek a nakonec na pevnost asi 27 kilometrů východně od Drážďan, ve stejnojmenném městečku v Zemském okrese Saské Švýcarsko-Východní Krušné hory, ve Svobodném státě Sasko v Německu.
Nejznámější obyvatelkou hradu byla zde vězněná hraběnka Coselová (správněji hraběnka kozelská), která na hradě i zemřela. Hrad také v průběhu času sloužil za rezidenci dvěma míšeňským biskupům. Dnes patří hrad k hlavním výletním cílům pro turisty v oblasti Saského Švýcarska a Horní Lužice.

## Historie

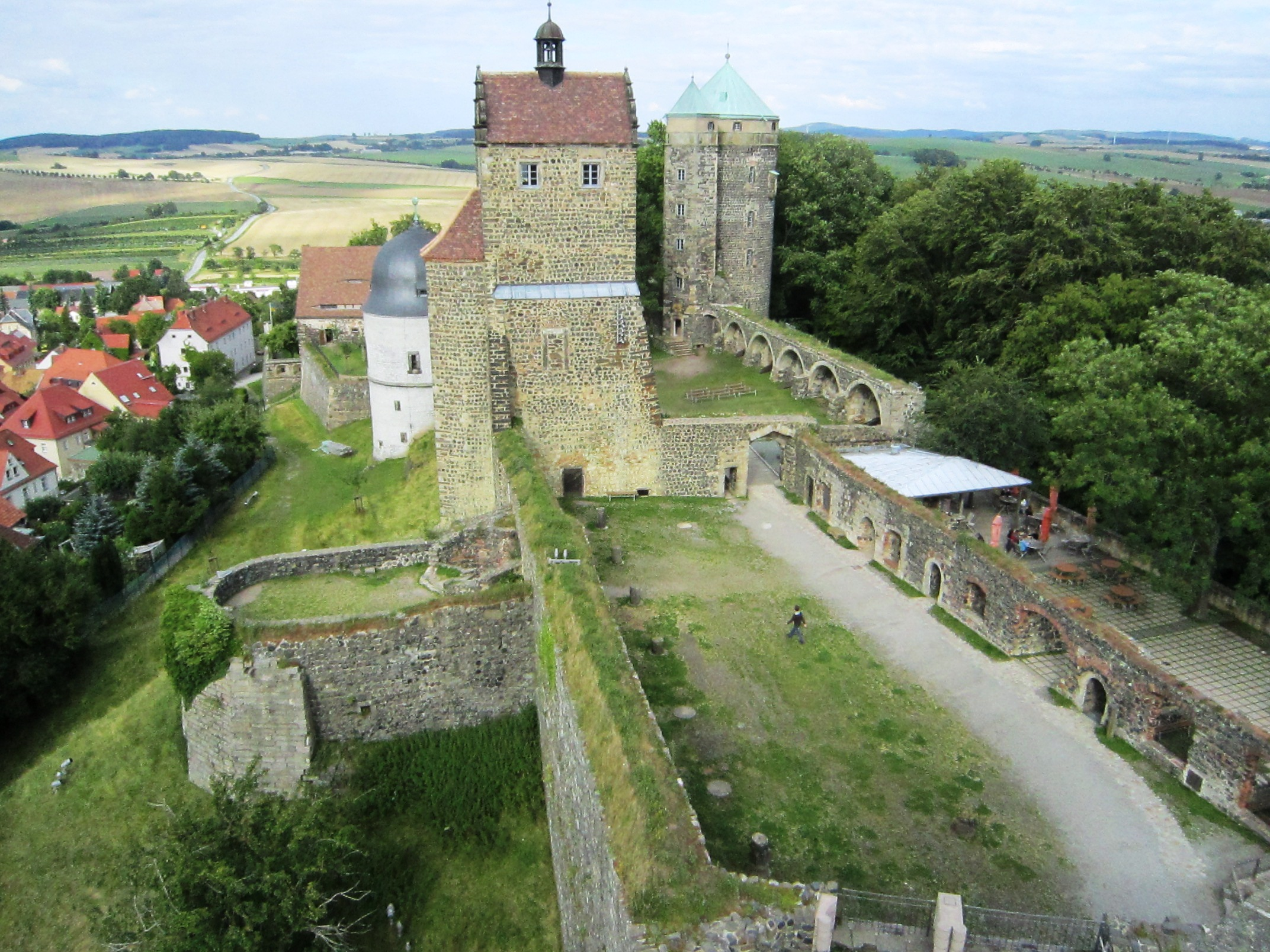
Pohled z Věže sedmi špic na celé hradní jádro

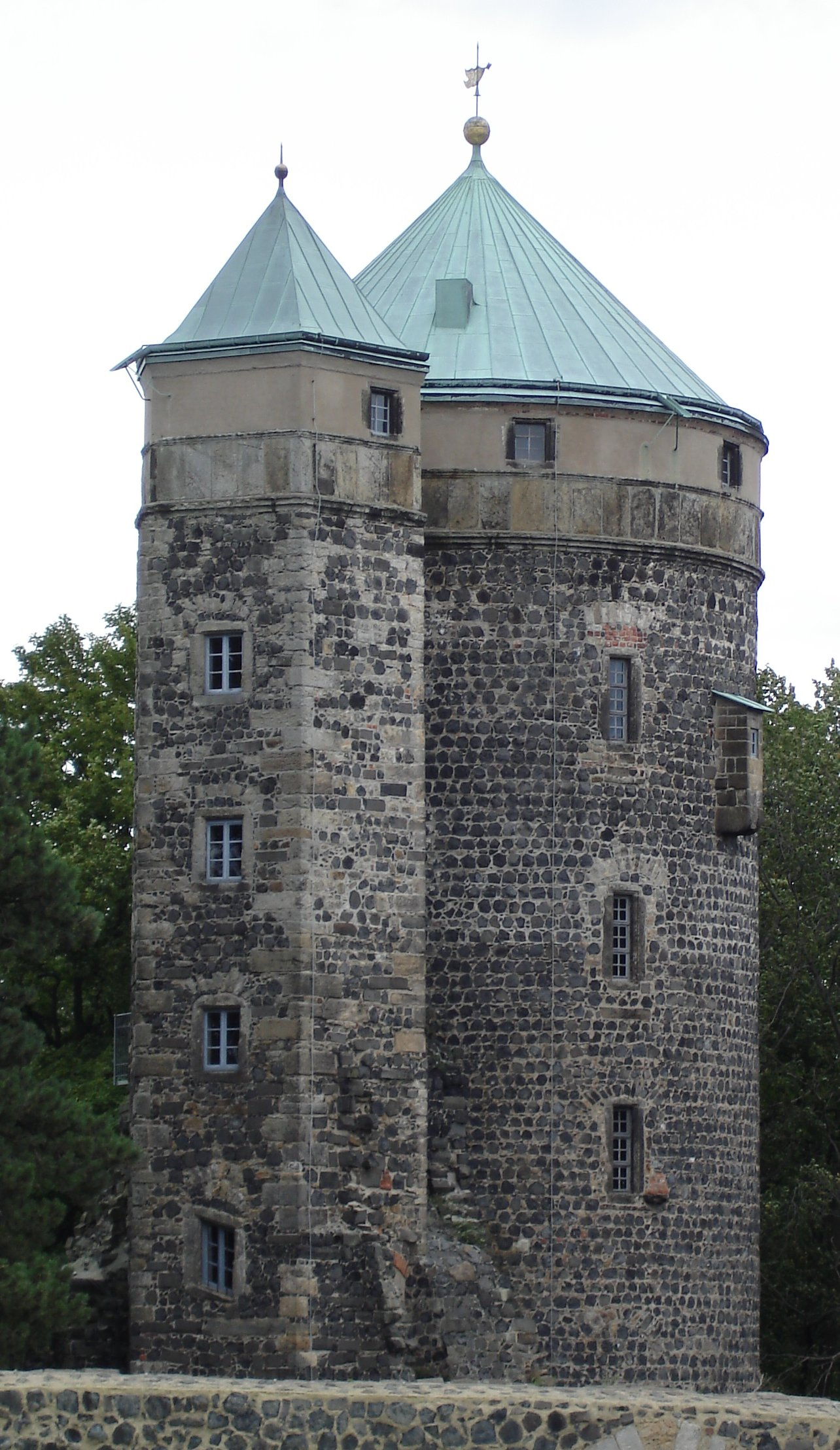
Jánská věž, zvaná také Coselovská

Bazaltový vršek, na němž hrad stojí, ležel na hranici Míšeňského markrabství a Slovany osídlených oblastí východně od Labe, na místě významné křižovatky dálkových obchodních cest. Podle nejistých zpráv byla příznivá strategická poloha vršku využívána již kolem roku 1100. Název hradu má zřejmě slovanský původ, kdy slovo "štolp", znamenalo výraz pro sloup nebo pilíř.

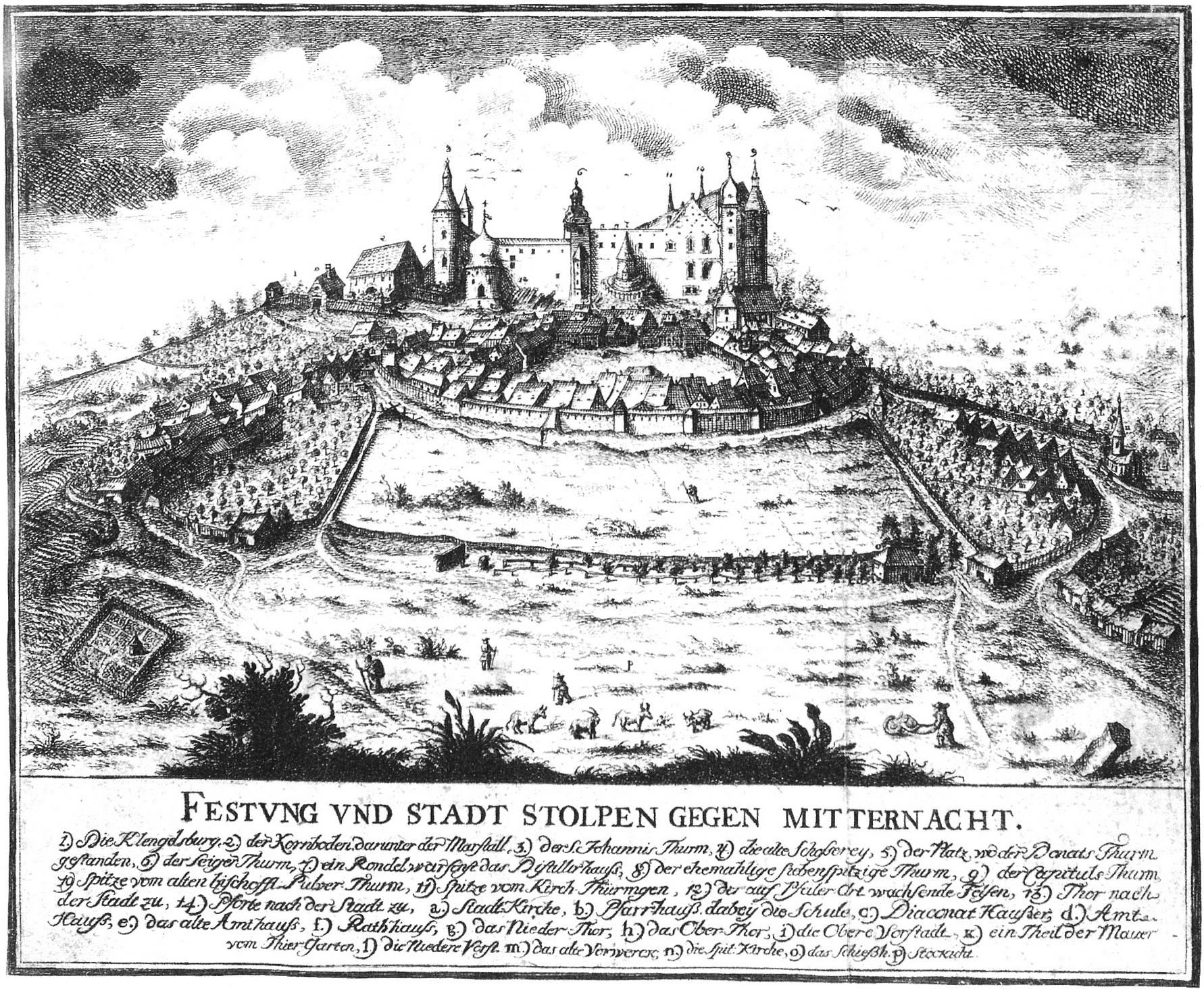
Hrad a město kolem roku 1750

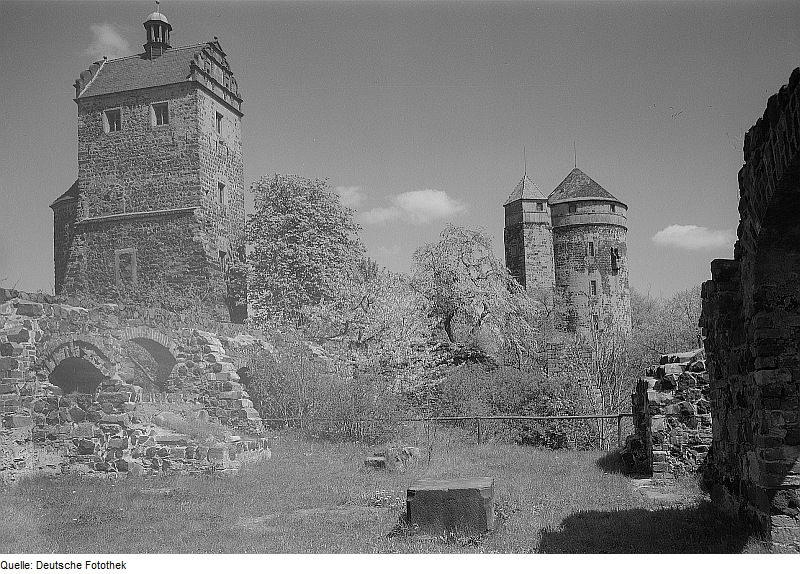
Hrad 1950/1977

### Za vlády biskupů
Kolem roku 1218 získal biskup míšeňský, Bruno II. z Porstendorfu, Stolpen zpět od svého leníka, snad slovanského velmože, Moyka ze Stolpenu (latinsky Moyko de Stulpen). V následujících letech bylo kolem cíleně vybudováno feudální panství. Stolpensko bylo původně sporným územím mezi českými přemyslovskými knížaty a králi a mezi duchovními knížaty a biskupy z Míšně. Teprve Hornolužická hraniční listina z roku 1241 přiřkla kraj definitivně biskupům. Z roku 1222 pochází první jasná a prokázaná zmínka o hradu, tehdy nazývaném ještě "Jockrim", který se kolem roku 1320 stal správním centrem nově zřízeného Stolpenského okresu (Amt Stolpen). Hrad byl zbudován z větší části z bazaltu, dostupného v místě. V polovině 13. století, za biskupa Konráda I. z Wallhausenu, se biskupům podařilo Stolpenský okrsek plně oddělit od Míšeňského markrabství a bezprostředně podřídit císaři. První záznam o obléhání hradu máme z dob husitských válek, z roku 1429. Obléhání trvalo osm týdnů a skončilo neúspěšně. V téže době, na počátku 15. století, vzniklo na severním předpolí hradu sídliště, jež se rychle vyvinulo v městečko. Rozhodně k tomu došlo dříve, než biskupové z Míšně roku 1539 přesunuli svou rezidenci odtud do Stolpenu. Na hradě byl roku 1520 vydán tzv. Stolpenský dekret, první výnos míšeňských biskupů proti Lutherovi. Když v sídle biskupství zvítězila reformace, přesídlili biskupové do dosud katolického Stolpenu. Již r. 1542 se krátce podařilo saskému vévodovi Mořicovi připojit Stolpensko, protože v téže době Mořic prohrál právní spor se svým příbuzným, kurfiřtem Janem Fridrichem I. o práva na panství ve Wurzenu, dříve rovněž ve vlastnictví míšeňských biskupů. Stolpen s okolím měl být Mořicovi přiřknut jako kompenzace za Wurzen. Díky rozhodnému odporu biskupa Johanna VIII. z Maltitz a podpoře papeže Pavla III. se podařilo ještě téhož roku biskupskou vládu nad jejich posledním panstvím obnovit. Teprve saský kurfiřt z rodu Wettinů, August Saský, který pochopil strategický význam hradu Stolpen, úspěšně donutil roku 1559 biskupa Johanna IX. z Haugwitz k nedobrovolné výměně jeho Stolpenského okresu za okres Mühlberg, strategicky méně důležitý a navíc pod svrchovaností kurfiřta.

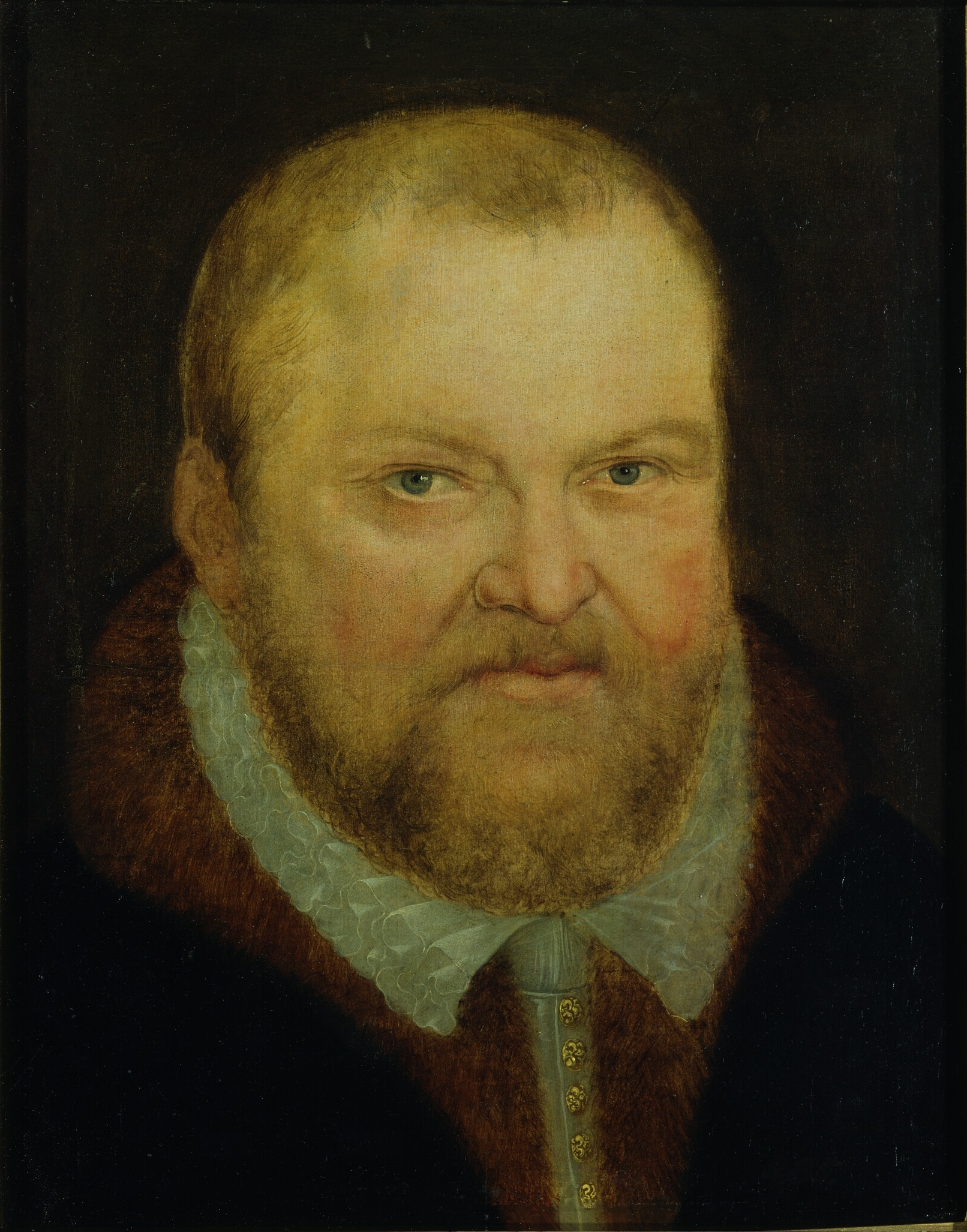
August Saský

### Za vlády kurfiřtů
Ihned po převzetí hradu započal kurfiřt s rozsáhlou stavební činností ve stylu renesance, čímž se hrad proměnil v opevněný zámek. Obytné místnosti obdržely luxusní výmalbu a při jižní stráni pod hradem byl zřízen zvěřinec a libosad. Kurfiřtova manželka, dánská princezna Anna, si na hradě nechala zřídit také destilační a alchymistickou laboratoř. Za třicetileté války, 1. srpna roku 1632 oblehli hrad císařští chorvaté pod vedením rytmistra Romhoffa, ovšem hrad i díky pomoci stolpenských měšťanů vedených luterským pastorem Paulem Sperlingem odolal. Velká část hradu ovšem byla poničena požárem z téhož dne, který obléhání způsobilo. V noci z 11. na 12. července 1633 hrad znovu neúspěšně přepadlo na 600 císařských žoldnéřů. Dne 20. ledna 1634 přepadli císařští Chorvaté hrad znovu, opět se jim však podařilo dobýt a vyplenit jen městečko. Naposledy protáhli ničivě krajem císařští vojáci roku 1637, tehdy již oficiálně jako spojenci Sasů. Po rychlé obnově hradu se podařilo odrazit i nové obléhání z roku 1639, tentokrát od Švédů, kteří na hrad zaútočili v počtu 6000 mužů, vedených polním maršálkem Johanem Banérem. Hrad tehdy úspěšně ubránil saský poručík Hans Ulrich Hennig.
Hrad měl od roku 1634 stálou vojenskou posádku, posléze sloužil i jako státní vězení. Prvního pevnostního velitele, Johanna Antona Brechtera, následovalo až do zrušení posádky roku 1764 dalších 18 velitelů, kteří měli k dispozici kolem 80 vojáků a důstojníků, a kteří sami podléhali vojenskému guvernérovi drážďanské pevnosti.Spolu s drážďanskou pevností, Königsteinem a pirnenským Sonnensteinem požíval Stolpen statutu zemské pevnosti. V 18. století byla část stolpenské garnizony ubytována v měšťanských domech, což vedlo k třenicím se stolpenskými obyvateli Přestavba na barokní pevnost, dokončená roku 1675 a provedená stavitelem Wolfem Casparem von Klengelem, značně zvýšila vojenský význam hradu. Za velké severní války zůstal Stolpen prakticky nepoškozen. V roce 1706 švédští vojáci pouze sháněli proviant v okolí a následující rok se krátce ubytovali ve městě. Při požáru města v podhradí roku 1723 byl od ohně částečně poničen i hrad sám.
Pod hradem Stolpenem padly v roce 1756 vůbec první výstřely sedmileté války v Evropě. Dne 3. září 1756 dorazili ze Slezska ke hradu husaři pruského Puttkamerova pluku pod vedením podplukovníka von Warneryho a požadoval vydání hradu. Warnery se vydal skrz bránu v doprovodu jednoho bubeníka a jednoho husara. Při vyjednávání saský velitel, generálmajor von Liebenau, odmítl hrad vydat a Warnery ho ve vzteku poranil výstřelem z pistole. Třicet pruských husarů pak o pár hodin později hrad obsadilo. Krátce na to, v září 1758, se Sasům za vydatné pomoci rakouské armády podařilo dobýt hrad zpět. Kolem hradu tehdy tábořilo na 180 000 vojáků pod velením polního maršálka Dauna. V roce 1760 hrad sloužil habsburským vojskům, bránícím tehdy Drážďany proti Prusům, jako "magacín", tedy sklad, potravin. V listopadu toho roku sloužil Stolpen jako zajatecký tábor. Na hradě bylo ubytováno 1000 zajatých Prusů a další 2000 ve městě. V závěru války, v roce 1762, byly město i hrad znovu obsazeny nepřátelským pruským vojskem a měšťané museli zaplatit 600 tolarů kontribuce. Po podepsání Hubertusburského míru roku 1763 se na hrad vrátila saská posádka. Po smrti kurfiřta a polského krále Augusta III., však byla roku 1764 stálá vojenská posádka na hradě zrušena a pevnostní valy ponechány samy sobě. V následujících letech postupoval přirozený rozpad fortifikací tak rychle, že již v roku 1773 musely být části budov zbourány, neboť jim hrozilo zhroucení.

### Za časůSaského království
Sasko se podílelo na válce Pruska s napoleonskou Francií a saská armáda v počtu 22 000 mužů, stála po boku pruské v dvoubitvě u Jeny a Auerstedtu v říjnu 1806. Pro protinapoleonskou koalici znamenaly tyto dvě bitvy katastrofální porážku. Sasko se krátce ocitlo pod francouzskou okupací. V té souvislosti byla stolpenská vojenská posádka obnovena a pevnost uvedena do obranyschopného stavu. Rovněž zasypané studny byly opět vyčištěny. Po ztroskotání Napoleonova ruského tažení nechali ustupující Francouzi 25. září 1813 rozsáhlé části hradu odstřelit a studny znovu zasypat.
Po odchodu francouzských vojsk ze Saska ztratil Stolpen definitivně svůj vojenský význam. V období nastalého romantismu, spojeného s idealizací středověku, ovšem rychle odhalil svůj potenciál turistický. V roce 1859 nařídil saský král Jan rozsáhlé obnovovací práce. Pruská opevnění z roku 1866, kdy během prusko-rakouské války okolí hradu obsadila část pruské labské armády pod velením generála pěchoty Karla Eberharda Herwartha von Bittenfeld, představovala poslední válečnou aktivitu na hradě. V roce 1874 byl na hrad dosazen hlídač a jedním z jeho hlavních úkolů bylo, od otevření hradu veřejnosti 1. června 1877, provázet po hradě turisty. Na naléhání Královského saského spolku pro výzkum starožitností (Königlich-sächsischer Altertumsverein), byla bazaltová skála, na níž hrad stojí, roku 1883 vyčištěna od porostu.

### 20. století a současnost
Turistické využití Stolpenu pokračovalo i ve 20. století. V l. 1935 až 1939 byl hrad znovu opravován, aby se stal atraktivním cílem také pro zahraniční návštěvníky. Po druhé světové válce se nadále pokračovalo v dosavadním využití, přičemž se stále více hlásily o slovo kulturní akce. Tak např. v 80. letech tu byla natáčena televizní série NDR „Sachsens Glanz und Preußens Gloria“ (česky Saský lesk a pruská sláva) natáčená podle tzv. „Saské trilogie“, tří románů od Józefa Ignacy Kraszewského. V roce 1992 převzal hrad do vlastnictví Svobodný stát Sasko a užívací práva připadla městu Stolpen. V následujícím období byly rekonstruovány a pro veřejnost zpřístupněny další části hradu. Na hradě se rovněž nachází muzeum hraběnky Coselové a muzeum hradní a místní historie.

### Návštěvnost
- 1989: 199 165[4]
- 2013: cca 102 000[5]

## Architektura

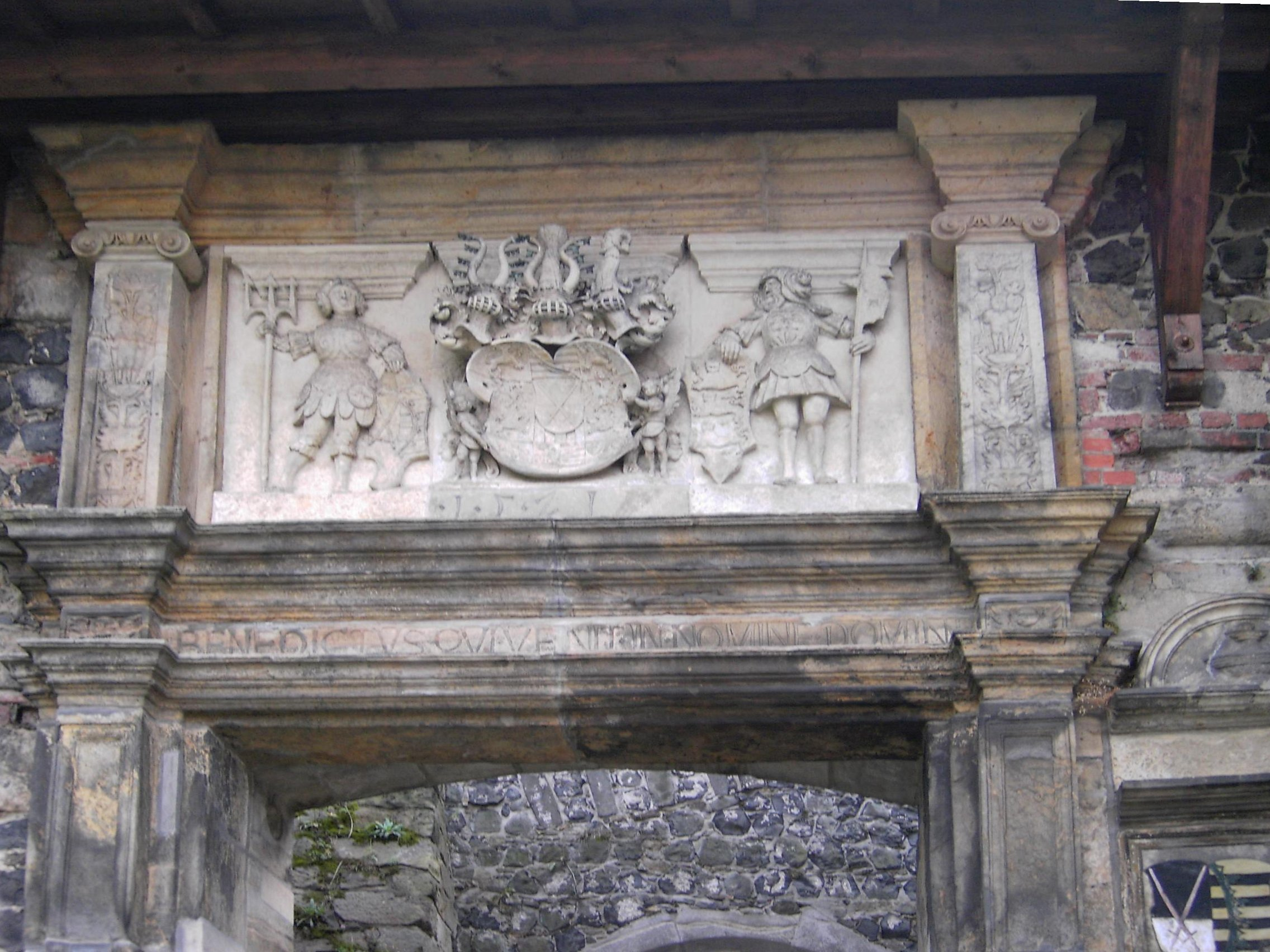
Reliéf nad portálem do vnitřního hradu

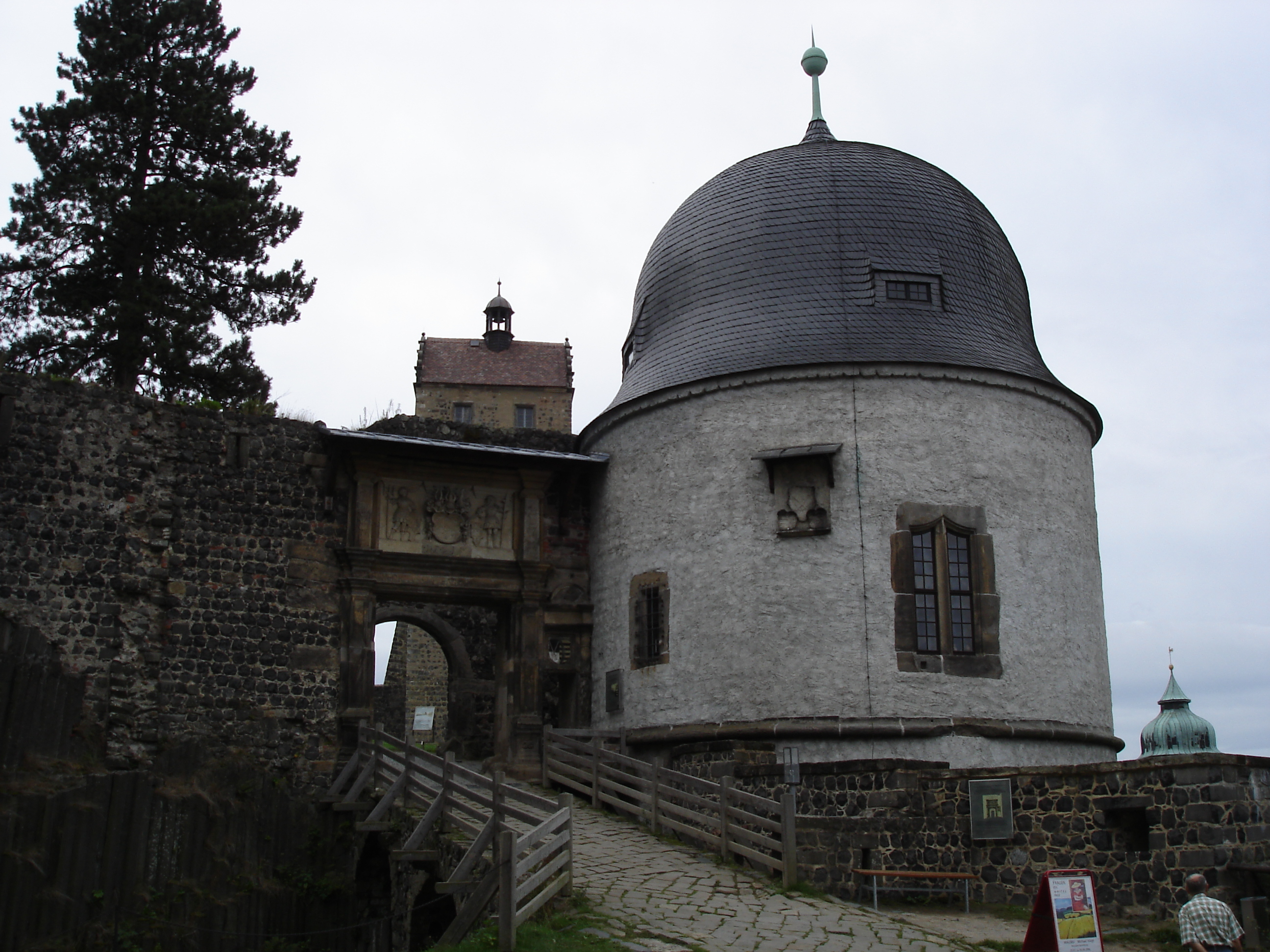
Věž výběrčího daní

Hrad Stolpen patří mezi hrady s tzv. vícenásobnou dispozicí, tedy hrady s několika navzájem oddělenými celky, z nichž každý má vlastní systém hradeb. Celková délka hradu je přibližně 220 metrů a hrad se dělí na předhradí (první nádvoří), horní předhradí (druhé nádvoří) dolejší horní hrad (třetí nádvoří) a hořejší horní hrad (čtvrté nádvoří).
Na prvním nádvoří se nachází vstup do kasemat barokní pevnosti a tři metry hluboká cisterna. Od následujících částí hradu je první nádvoří odděleno budovou sýpky z roku 1518, kam byly odváděny naturální dávky poddaných rolníků z bývalého Stolpenského okresu. Sýpka je dlouhá 36 metrů. a je rozdělená na tři podlaží na ukládání zrna. V přízemí sýpky se dnes nachází pokladna a expozice k historii zásobování hradu vodou, v zadní části, uváděné k roku 1614 ještě jako stáje, je pak instalovaná hradní mučírna, která se zde nacházela přinejmenším od roku 1691 až do roku 1770, kdy bylo mučení v Sasku zrušeno. Její součástí býval i pranýř. V patře sýpky a na půdě jsou potom prostory pro přednášky a výstavy. Průjezd sýpkou je jediným vstupem do vnitřního hradu a býval střežen. Naproti bývalé strážnici je z průjezdu vchod do stájí, na které navazuje hradní mučírna. Dolní předhradí bývá také označováno jako Klengelsburg, podle stavitele Klengela, který jej přeměnil fakticky na samostatnou pevnost.

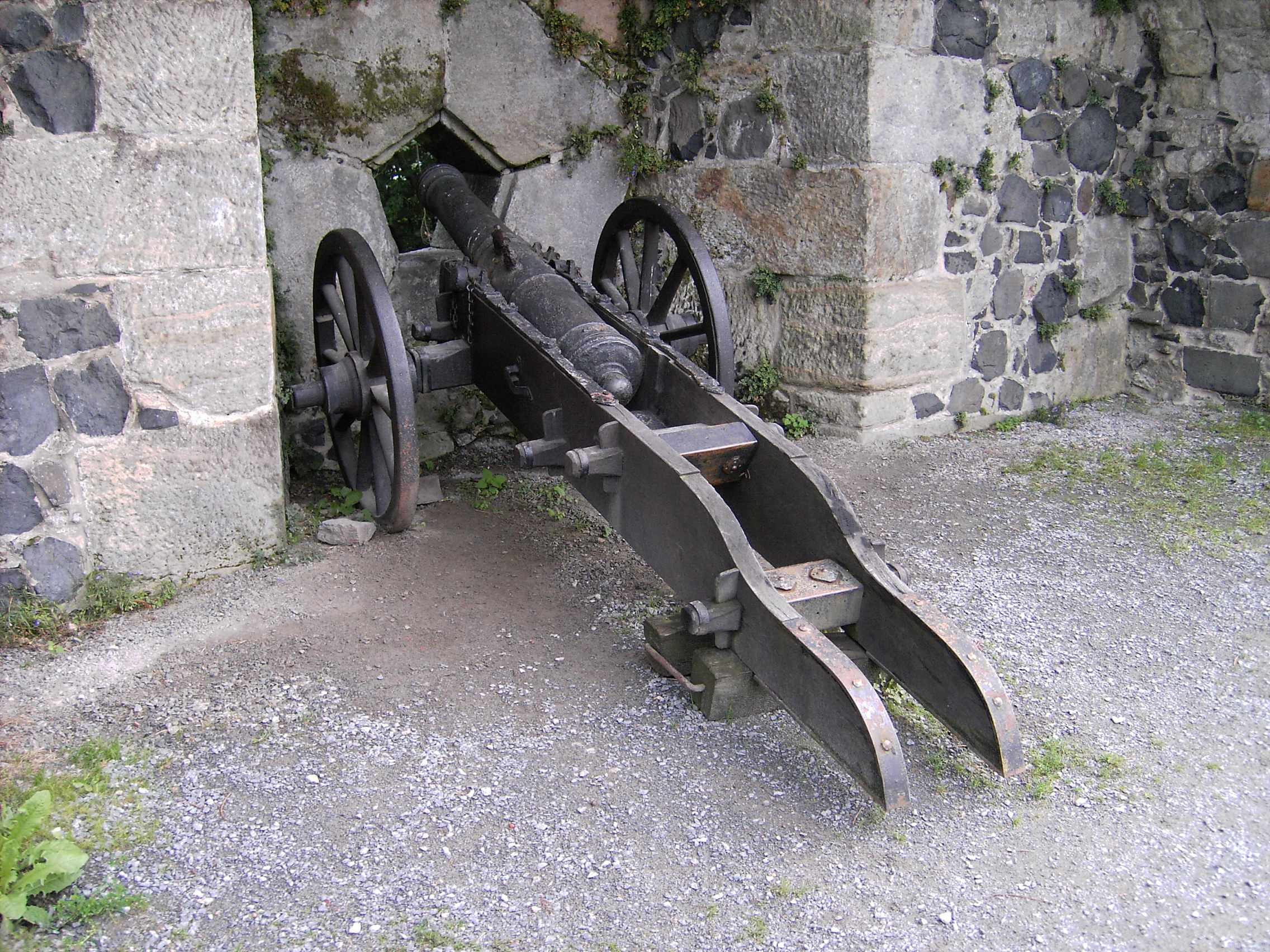
Kanón před pětibokou střílnou

Horní předhradí vzniklo teprve s výstavbou sýpky, která původně jednotné předhradí rozdělila na dvě části. Kamenný most překlenuje další z hradních cisteren a vede k hornímu hradu. Byl vystavěn až po Sedmileté válce a nahradil most starší, jen dřevěný a ve válce zničený. Do vnitřního hradu se vstupuje portálem, ozdobeným saským kurfiřtským znakem. Přímo k bráně přiléhá nízká Věžička výběrčího daní (Schösserturm), zbudovaná v l. 1476 až 1487, která sloužila za kancelář výběrčím daní Stolpenského okresu v časech biskupských i kurfiřtských. Je krytá cibulovou bání, v němčině označovanou jako „vlašská helmice“ (wälsche Haube). Dnešní střešní helmice pochází z rekonstrukce v roce 1936, která ovšem již neobnovila druhá patro věžice, stržené v roce 1787, když hrozilo jeho zřícení. Ve věži se kromě úřadovny výběrčího nachází dvě únikové chodby, jejichž názvy: „Kacířský sklep“ (Ketzerloch) a „Mnišský sklep“ (Mönchsloch), odkazují na dobu Reformace. Dnes je ve věžičce malá expozice, pojednávající o Stolpenském okresu a o úřadování v raném novověku. Mezi Věžičkou výběrčího daní a Jánskou věží (Johannisturm), hlavní věží celého hradu, postavenou roku 1509 a pojmenovanou po biskupovi Janu IV. ze Salhausenu se nachází mohutný obranný příkop. Obranné kryté ochozy s podsebitím na hradbách byly koncem 18. století strženy a další fortifikace roku 1813 odstřeleny.
Třetí nádvoří plnilo hlavní úlohu v celé obraně hradu na což upomíná i starý název „Dělový dvůr“ (Kanonnenhof). Například roku 1733 disponovala hradní osádka jedním moždířem, jedenácti děly (s asi 2 550 dělovými koulemi) a 122 ručními palnými zbraněmi. Na jižní straně nádvoří jsou dodnes k vidění původní děla ze 17. století stojící před pětibokými střílnami. Kromě obrany se na třetím nádvoří soustředil také hospodářský život hradu: při severní straně nádvoří stávala pekárna, kovárna, stáje, řezník i lázně. Protože jediný dvoupatrový hradební obranný ochoz již neexistuje, tvoří dominantu nádvoří již jen Jánská věž spolu s Kolmou věží (Seigerturm), obě stojící volně. Jánská věž, původně věž strážní a útočištná, se proslavila díky nedobrovolnému pobytu hraběnky Coselové v jejích zdech. Pro hraběnku, které věž sloužila za vězení, byl uvnitř zřízen zvláštní byt jako komfortnější cela. Proto bývá věž často označována i jako Coselovská. Dnes je v přízemí věže ukázka středověkého vězení s průhledem do sklepní hladomorny, v prvním patře, v bývalé soudní síni, expozice k dějinám hradu v dobách biskupů a poslední tři patra představují byt vězněné hraběnky Coselové. Do jejích horních pater lze vystoupat po renesančním točitém schodišti. Soudní síň sloužila nejpozději od roku 1691 jako úložiště kopáčských nástrojů a nástrojů či materiálu na výstavbu šancí. Také hladomorna byla přeměněna na sklep na odpadky. Kolmá věž byla postavena kolem roku 1455 a v roce 1560, za panování kurfiřta Augusta, rozdělena na patra. Její jméno vzniklo náhodou a jde o německou slovní říčku. Původně se věž nazývala „Ručičkovou“ (Zeigerturm), podle věžních hodin z roku 1562, které měly jen jednu ručičku (Zeiger). Zřejmě písařským omylem a postupným zapomenutím původním významu se jméno věže změnilo na Kolmou (Seigerturm), čemuž napomáhal i její tvar. Ve věži, která sloužila jako obytná, se nachází krásná renesanční výmalba místností v patrech, vytvořená kolem roku 1560 Heinrichem Gödingem. Patrné jsou i bývalé průchody na hradby, dnes zazděné. Podivné hodiny s jedinou ručičkou jsou dílem bronzotepce Wolfa Hilligera z roku 1562.
Čtvrté nádvoří bylo původně dosažitelné jen po, dnes již nedochovaném, padacím mostě. Také krytá cisterna byla v průběhu času zasypána. Nádvoří bývalo obklopeno reprezentativními stavbami a zejména obytnými budovami. Na příkaz kurfiřta Augusta byla většina budov nákladně vyzdobena. Při severní hradbě byla roku 1559 zřízena destilační laboratoř. Dále byl dvůr vybaven nutnými hospodářskými a provozními prostory, jako kuchyní a spižírnami, ale stála tu rovněž zbrojnice a pochopitelně i hradní kaple. Ze všech těchto staveb se dodnes dochovaly nanejvýš zbytky zdí, protože byly odstřeleny roku 1813 při ústupu nepřátelských Francouzů. Hradní kaple, poprvé zmíněná roku 1355 a tenkrát bohatě vyzdobená, měla i zvláštní vchod pro stolpenské měšťany, kteří se rovněž mohli účastnit panských bohoslužeb. Kaple byla do roku 1559 katolická a poslední (luterská) bohoslužba se v ní konala v roku 1783. V roce 1813 byla kaple odstřelena Dodnes stojí na 4. nádvoří 82 m. hluboká bazaltová studna. Pochází z první poloviny 17. století a byla vyhloubena freiberskými horníky. Na konci nádvoří stával tzv. Vysoký zámek (Hochschloss). Zde se nacházely reprezentační sály a komnaty míšeňských biskupů a saských kurfiřtů. Tyto prostory, nákladně vyzdobené na konci 15. století, byly již kolem roku 1750 ponechány svému osudu a budovy se rozpadly. Zříceniny byly z bezpečnostních důvodů odstřeleny v roce 1773. Ze stejné doby jako bývalý Vysoký zámek pochází tzv. Věž sedmi špic (Siebenspitzerturm), stojící dodnes. Věž má v úrovni nižších pater klasický čtyřboký půdorys, ovšem ve vyšších úrovních je šestiboká. Původně byl každý ze šesti rohů zakončen věžičkou, což spolu se špičatým zakončením vnitřní části věže dávalo oněch sedm hrotů či špic. Ona ozdobná střešní konstrukce sice byla zničena už v roku 1632 při požáru města a nahrazena prostou helmicí, jméno věže ale na původní zastření odkazuje dodnes. Ve věži je v přízemí instalována destilační a bylinná laboratoř kurfiřtky Anny, vrchol věže pak nabízí krásný výhled do kraje. Pod věží je rovněž vstup do hradních sklepů.

## Zásobování vodou

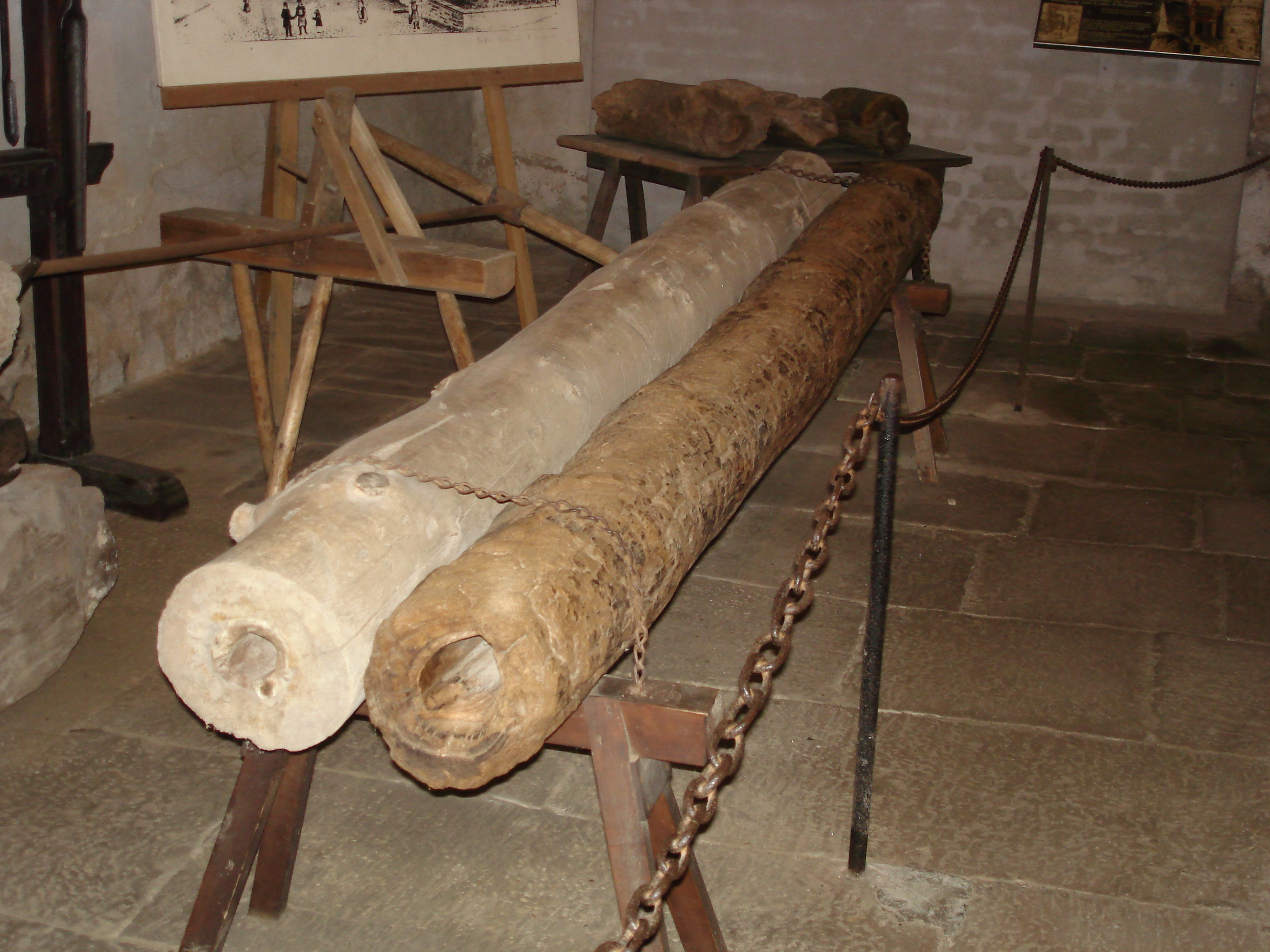
Dřevěné trubky původního vodovodu

### Cisterny
Poloha hradu na bazaltové skále s sebou nutně nesla potíže při zásobování hradu vodou. Lze vycházet z toho, že již od prvních počátku hradu se jeho obyvatelé pokoušeli řešit tyto potíže pomocí nebeských cisteren. Časem vznikl celý systém cisteren, zásobujících vodou jak hrad, tak městečko pod ním. Protože ale kvalita dešťové vody neodpovídala nárokům bylo již v biskupských časech nařízeno, aby robotní rolníci z blízké vsi Lauterbach dováželi na hrad v povozech vodu čerstvou.

### Vodovod
Když hrad získali pro sebe drážďanští kurfiřti, rozhodl se kurfiřt August dosavadní opatření vylepšit výstavbou vodovodu. Roku 1561 byl horní mistr Martin Planer z Freibergu pověřen výstavbou vodovodu. Po jednom a půl roce výstavby již byla roku 1563 na hrad pumpována první voda. Aby toto náročné dílo mohlo fungovat, musel být překonán výškový rozdíl 100 metrů. Bylo použito zhruba 1 200 stromových kmenů a ve Freibergu zhotoveno dřevěné kolo o průměru deset metrů. Po četných vylepšeních v dalších letech se přísun vody tímto vodovodem dostal na úroveň, která dokázala plně zabezpečit celý hrad, takže kurfiřt mohl roku 1571 povolit, aby přebytečná voda, dopravovaná vodovodem, byla rozdělována mezi stolpenské měšťany. Vodovod, jako strategický objekt, byl logicky cílem nepřátelských útoků v době válek. Za třicetileté i sedmileté války tak byl nepřítelem vždy nemilosrdně zničen. Vždy však byl po válce znovu vybudován a při té příležitosti technicky vylepšen. Teprve zničení od ustupující francouzské armády v roce 1813 znamenalo jeho konečný zánik.

### Studna

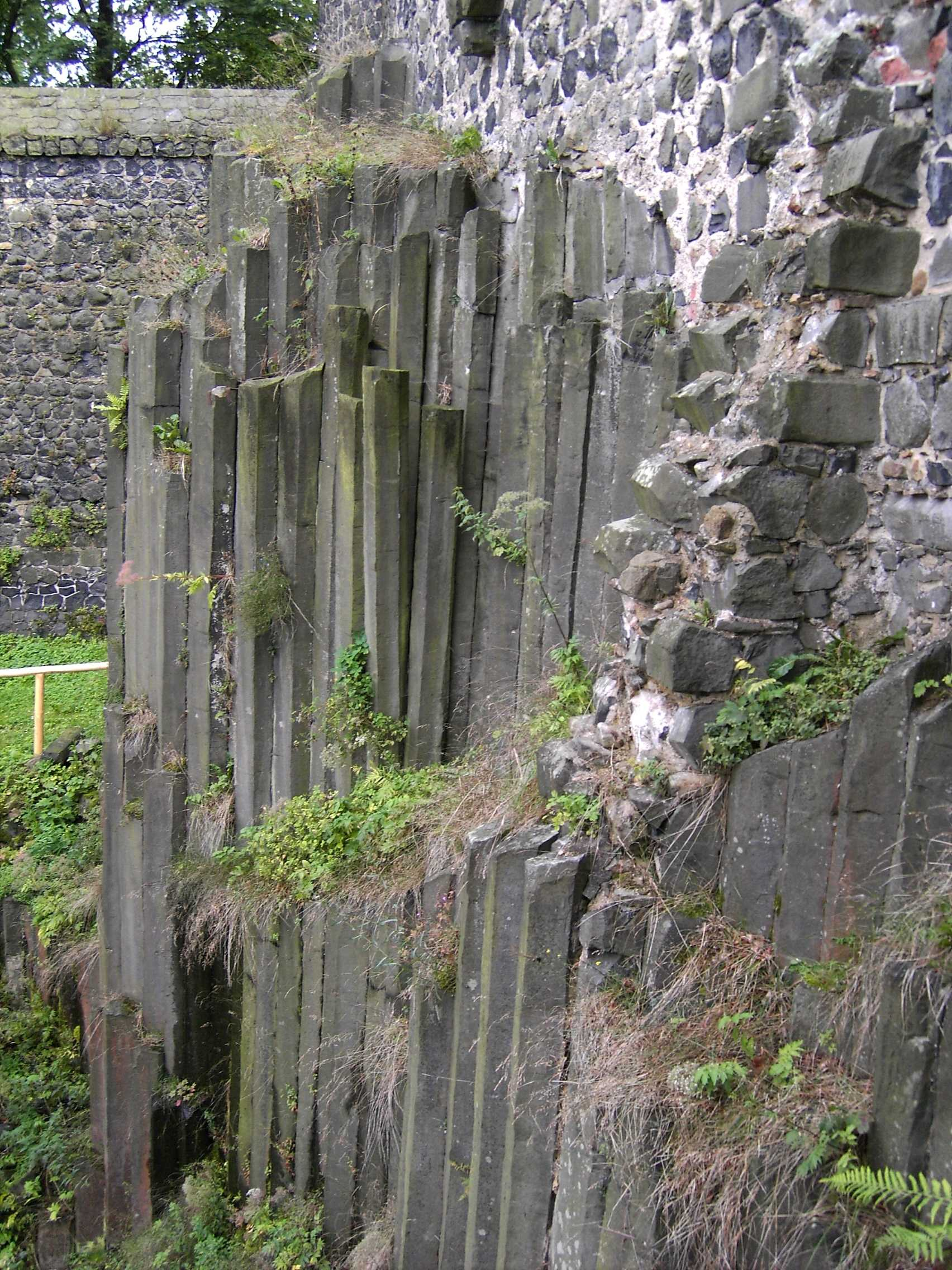
Bazaltová skála

Z důvodu zranitelnosti vodovodu nařídil kurfiřt Kristián II. roku 1608 vyhloubit hlubokou hradní studnu. Po 22 letech kopání se horníkům z Freibergu, usazeným ve Stolpenu podařilo dosáhnout vodní hladiny (rychlost postupu odpovídá zhruba jeden centimetr denně). Horníci vždy nejprve bazalt ohněm rozpálili a pak prudce zchladili ledovou vodou, aby skála praskla. Dva metry hloubky stály kurfiřta přibližně 120 zlatých. Pro srovnání, dva metry studny kopané v pískovci v blízké saské pevnosti Königstein stály pouze 32 zlatých, neboť práce byly neporovnatelně snazší a rychlejší (bylo tam dosaženo hloubky 152,2 metrů a práce trvaly jen dva a půl roku).
Další technické obtíže vedly k tomu, že první vodu ze studny bylo možné čerpat teprve o třicet let později a i to pouze za enormní námahy a technických obtíží (např. jen nezbytné lano od vědra vážilo 175 kg.). Protože z výše uvedených důvodů bylo možné studnu využívat jen v mimořádných, nouzových situacích, byla voda v časech míru nadále dopravována vodovodem. Po dvou zasypáních studny v době válečné (1756 a 1813) byla roku 1883 studna znovu odkryta na náklad Královského saského spolku pro výzkum starožitností. Stolpenská studna o hloubce 82 (84, 39) metrů platí za nejhlubší v bazaltu vyhloubenou studnu na světě.[zdroj⁠?!]

## Bazaltová skála
Hrad Stolpen stojí celý na čedičové skále s dobře pozorovatelnou sloupcovou odlučností čediče, dnes přírodní památce a rezervaci, jejíž relativní nedostupnost vedla ve středověku k založení hradu. Stolpenský bazalt vznikl před zhruba 25 miliony let a řadí se k největším vulkanickým útvarům v Sasku. Zároveň je nejstarším, historicky popsaným útvarem svého druhu v Evropě. První spolehlivý zmínka o skále pochází z roku 1520, první geologický popis pak z roku 1546, z pera mineraloga Georgia Agricoly, který také zavedl termín bazalt. První známé kresby bazaltu pochází od saského lékaře a přírodovědce Johannese Kentmanna a jsou z roku 1565. Koncem 18. století se v odborných kruzích rozhořel tvrdý spor o původ a vznik bazaltu jako horniny, trvající až do roku 1820. Spor byl veden mezi dvěma tábory, zvanými Neptunisté a Plutonisté. Řada známých geologů a mineralogů v této době navštívila Stolpen, aby si mohla ověřit své teorie. Mezi jinými geolog Abraham Gottlob Werner a, jako amatérský vědec, také Johann Wolfgang von Goethe. Bazaltový kužel stolpenské hradní skály byl v květnu 2006 oceněn jako jeden ze 77 nejdůležitějších národních geotopů Německa. Ocenění mu bylo uděleno německou akademií geofyzikálních věd v Hannoveru. Podle moderní petrologické klasifikace musí být ovšem stolpenský bazalt nazýván olivín–augit–nefelinit. Bazalt tvoří v zásadě jen malou složku žuly. Ve stolpenské „alkalické bazaltové zkamenělině“ je ovšem namísto pravého bazaltu obsažen nefelín.

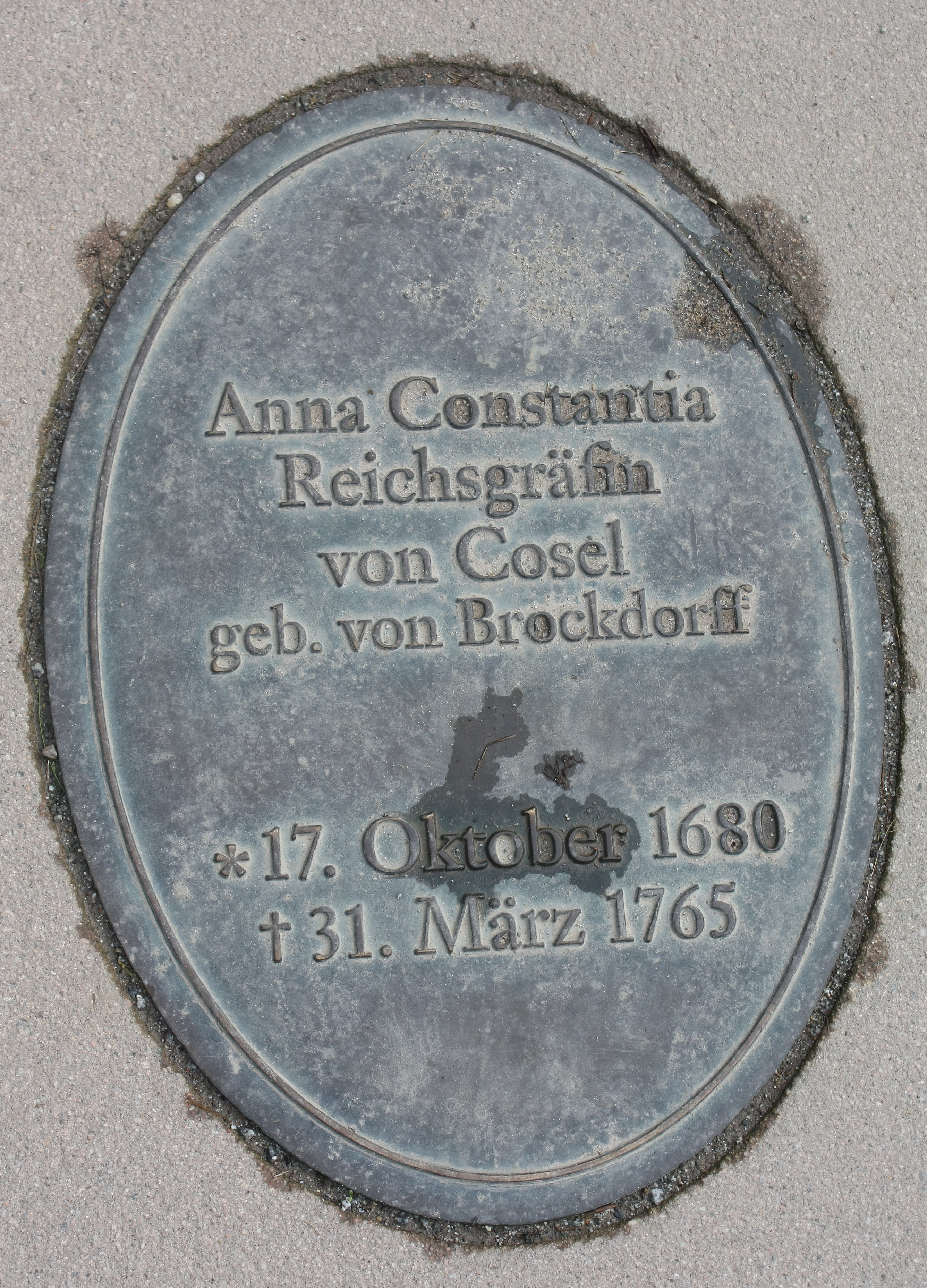
Náhrobek hraběnky v ruinách kaple

## Hraběnka Coselová
V 18. století sloužil Stolpen jako vězení pro hraběnku Annu Constantii z Coselu/Kožlí, vžitě česky nesprávně titulovanou jako hraběnka Coselová. Anna Constantia bývala milenkou a metresou kurfiřta a polského krále Augusta Silného. O Vánocích 1716 byla dopravena na Stolpen a strávila zde celý zbytek svého života. Protože zpočátku patřila informace o její internaci na Stolpenu k saským státním tajemstvím, byl její pohyb nejprve přísně omezen na vnitřní prostory. Postupem času byla tvrdá nařízení prolomena a hraběnka se mohla volně procházet po hradních nádvořích a ochozech. Nejprve byla ubytována v panském bytě hradní zbrojnice, protože však v tomto bytě byla zanedbávána jeho údržba, musel jí být na posledních 20 let jejího zajetí zřízen nový byt v Jánské věži, nazývané lidmi od té doby hovorově „Coselovská“. V roce 1756 nabídl pruský podplukovník von Warnery tehdy 75leté hraběnce svobodu, ta ovšem odmítla. Když hraběnka 31. března 1765 ve věku 85 let zemřela, byla pohřbena v kryptě pod stolpenskou hradní kaplí, odkrytou archeologicky teprve roku 1881, kdy byl hraběnčin náhrobek přenesen do zřícenin kaple.

## Duch Basalt
K zajímavostem hradu patří pověsti o Basaltovi, zlomyslném bazaltovém duchu obývajícím hradní sklepení a strašícím v temnotách. Jeho podobizna je součástí sklepní expozice.